# 光德寺 (糸魚川市)
光德寺（こうとくじ）は、新潟県糸魚川市大字青海に所在する真宗大谷派の寺院である。

## 概要
本寺は、天正年間に釈祐玄という僧侶が、越中国（現在の富山県）砺波郡より門信徒と共に現在地へ移住し、開基を成したと伝えられる。時あたかも室町時代であり、釈祐玄は越中一向一揆の混乱から逃れて現在の地に寺を開いたと言われる。
本寺の本堂は、天保14年（1843年）に建立されたものであり、現在も鎮座している。
また、本寺では上方落語家の四代目桂梅團治が定期的にチャリティー落語会を開いていることで知られる。